# Eunice Michiles
Eunice Mafalda Berger Michiles (São Paulo, 10 de julho de 1929) é uma professora e política brasileira que representou o Amazonas no Congresso Nacional. Foi a primeira mulher a ocupar um assento no Senado Federal pelo voto popular e a segunda depois da Princesa Isabel (senadora vitalícia por direito dinástico).
Eunice Michiles enfrentou resistência por parte de seus colegas do sexo masculino, que não concordaram com os projetos de lei que ela propôs para assegurar direitos para as mulheres.

## Dados biográficos
Filha de Teófilo Berger, catarinense, e de Edith Schwantes, gaúcha, Eunice nasceu no distrito de Santo Amaro na capital paulista numa família de origem alemã.
Comerciária, funcionária pública e professora primária, Eunice estudou no Colégio Adventista Brasileiro (atual UNASP) e em 1947 lecionou na Escola de Aplicação da Escola Normal Adventista de São Paulo e lá permaneceu um ano concluindo o curso normal. Após casar-se com Darcy Augusto Michiles mudou-se para Maués, Amazonas, onde sua experiência em educação a fez lecionar e ocupar cargos de direção no Grupo Escolar Santina Filizola, no Ginásio de Maués, na Escola Normal e no Serviço Municipal de Educação (1958-1962).
Eunice Michiles, foi eleita vereadora na cidade em que vivia com quinhentos votos, sendo a vereadora mais votada no interior do Amazonas, ela disputou o pleito pelo PTB, porém, ela foi cassada na primeira sessão e teve os direitos políticos suspensos por dez anos, sendo visto como uma perseguição política no âmbito do Regime Militar de 1964.
Membro do diretório regional da ARENA foi eleita deputada estadual em 1974 e candidata a senadora em 1978 por uma sublegenda sendo eleita primeira suplente de João Bosco de Lima. Com a morte do titular logo no início da legislatura, deixou a Secretaria do Trabalho e Ação Social do governo José Lindoso e foi efetivada, transferindo-se para o PDS com o retorno ao pluripartidarismo.

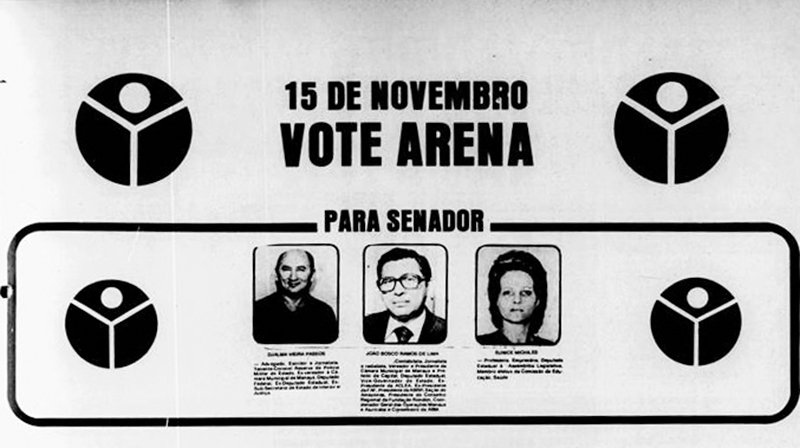
Cartaz de campanha Eunice Michiles em 1978 pela Arena. (acervo: Biblioteca Nacional).

## No Senado Federal
Com sua posse finalmente a mulher chegou ao Senado Federal mediante um processo eletivo, visto que a Princesa Isabel foi senadora por direito dinástico durante o Império. Em 1990 chegam à Câmara Alta pelo voto direto as senadoras Júnia Marise (Minas Gerais) e Marluce Pinto (Roraima) e desde então pelo menos uma mulher obtém uma cadeira senatorial a cada eleição. A passagem de Eunice Michiles pelo parlamento foi marcada pela criação do Movimento da Mulher Democrática Social (MMDS) e pelo voto em Tancredo Neves no Colégio Eleitoral em 1985.
Eleita deputada federal pelo PFL em 1986, integrou a Assembleia Nacional Constituinte que elaborou a Constituição de 1988, mas não obteve êxito ao disputar a reeleição pelo PDC em 1990. Eleita conselheira do Tribunal de Contas do Amazonas, foi vice-presidente do colegiado até aposentar-se por idade em 1999.
Residente em Brasília é mãe de Humberto Michiles, que foi deputado estadual, prefeito de Maués e deputado federal pelo Amazonas. Tem mais três filhos.

## Obras publicadas
- A mulher e o planejamento familiar;
- A evasão do ouro no Amazonas;
- Uma nova alternativa econômica e social para o Brasil: a cultura do guaraná;
- Uma visão feminina sobre problemas sociais.[11]